# دانييل فوزاتو
دانييل فوزاتو (مواليد 4 يوليو 1997) هو لاعب كرة قدم برازيلي يلعب كحارس مرمى كان في نادي جل فيسنتي على سبيل الإعارة. و حاليا يلعب لنادي روما الإيطالي.

## روابط خارجية
- دانييل فوزاتو على موقع قاعدة بيانات كرة القدم.إي يو (الإنجليزية)
- دانييل فوزاتو على موقع Soccerway.com (الإنجليزية)